# Jørn Laursen
Jørn Laursen (født 2. september 1943) er en tidligere  dansk travkusk, og stadig aktiv træner med hjemsted i Skive.  Han blev i 1970’erne landskendt som kusk for den legendariske travhest  Tarok.  Han er den næstmest vindende kusk i Dansk Trav Derby med i alt  fire derbysejre med  hestene Tarok (1976), Vixi Bird (1977), Duvil (1981) og Macon (1989). 
Han blev slået til Ridder af Dannebrog.